# Malha (tipografia)
Malha, grid ou grelha, em design gráfico, é uma estrutura geométrica constituída por eixos (comumente horizontais e verticais) desenvolvida para auxiliar o alinhamento de elementos textuais e imagéticos numa composição visual. É uma ferramenta de programação visual que auxilia no desenvolvimento de layouts mais bem organizados e estruturados. O grid é desenhado sobre um suporte antes da inserção dos elementos textuais e imagéticos. Estes são, então, dispostos na página utilizando, como referência, nos eixos do grid.
No auge do design moderno houve um uso extensivo de grids. Atualmente, a ideia de que o grid é essencial à metodologia de trabalho de um designer gráfico é considerada restritiva demais.
Antes da invenção dos tipos móveis e da imprensa, os grids foram utilizados na Idade média como estrutura auxiliar para posicionamento dos textos, grafismos e ilustrações nas páginas de livros e documentos manuscritos. Seu uso foi consolidado pela escola de artes e ofícios bauhaus, pois se aplicava precisamente no eixo fundamental da escola moderna: a funcionalidade.
Nessa ocasião, o estudo dos grids se encontrou com os estudos da Gestalt sobre composições visuais. Esse encontro culminou na experimentação de diversas fórmulas e aplicações do grid. Esses experimentos envolveram o uso da secção áurea, regra dos terços e teorias sobre ilusão ótica na composição de grids. Boa parte dos padrões de produção utilizados atualmente foi construída a partir da fusão dessas duas áreas do conhecimento.
Foram desenvolvidos métodos e tipos de grids que hoje costumam ser rotulados como: Grid Retangular, Grid de Colunas, Grid Modular e Grid Hierárquico.

## Tipos de Grids

### Grid Retangular

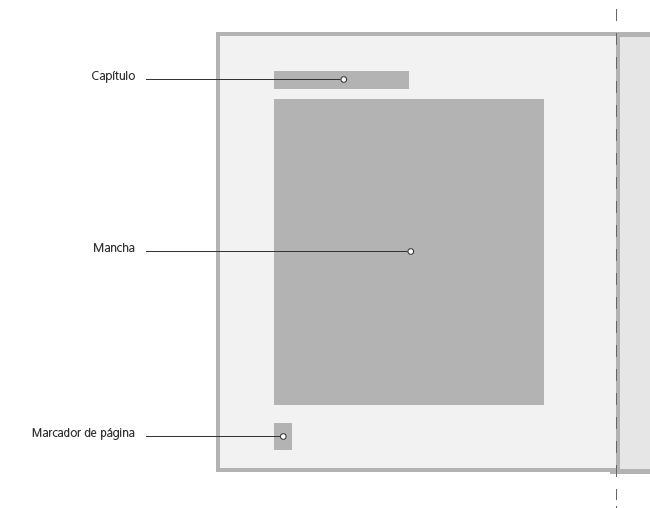
Esquema - Grid Retangular

Muito utilizado na produção de livros manuscritos pré-imprensa, e ainda usado intensamente na produção de livros atuais, é o tipo de grid mais aplicado na composição de obras com grande volume de texto linear.
Consiste numa área espacial retangular central que ocupa a maior parte da página, que é definida pelas margens. Essa área é o contentor de todo o conteúdo da obra, e sua disposição e tamanho são definidos com base em estudos de ótica e psicologia da Gestalt. A premissa desse layout é que a leitura, por ser longa e pouco interessante visualmente, precisa ser confortável e clara.
Além da área do conteúdo, existem eixos para alinhamento dos marcadores, como número de página, indicação do capítulo atual e outros.

### Grid de Colunas

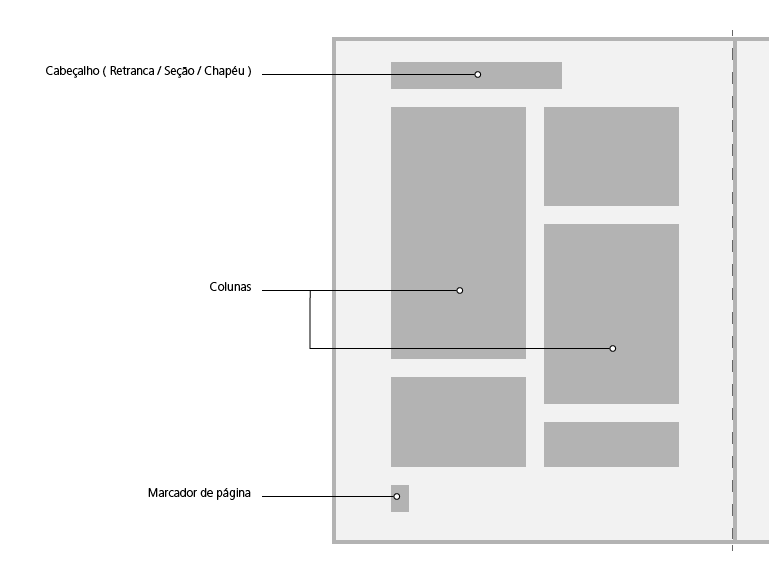
Esquema - Grid de Colunas

Utilizado com frequência em publicações periódicas, como jornais e revistas, o grid de colunas tem mais ocorrência em composições com volume médio de texto, como reportagens e matérias. Permite uma exploração maior do layout como elemento gráfico, se comparado ao grid retangular, e costuma ter uma proporção mais equilibrada de imagem-texto.
É constituído de eixos verticais dispostos em forma de colunas com espaçamentos entre si. Propõe-se o que o alinhamento e dimensão horizontais dos elementos sejam delimitados pelos eixos, enquanto os atributos verticais tenham maior liberdade. As colunas geralmente são delimitadas vertical e horizontalmente pelas margens. A área interna à margem recebe o nome de mancha. Externo à mancha, geralmente se encontram marcadores, como vinhetas, chapéu, retranca e número de página.
Devido à sua flexibilidade, o uso do grid de colunas se tornou comum em diversos meios: revistas, jornais, livros e web.

### Grid Modular
O grid modular tem maior ocorrência em composições visuais únicas, como os pôsteres e peças publicitárias. Foi o grid mais explorado na era modernista, pois é o que mais precisamente delimita os espaços. Organiza a informação numa estrutura clara e concisa, porém é frequentemente taxado como monótono e previsível. 
É definido por eixos horizontais e verticais que criam áreas retangulares denominadas módulos ou áreas espaciais. Os módulos são delimitados, ou não, pelas margens da página.

### Grid Hierárquico
É o mais orgânico dos grids aqui citados. Sua construção se baseia no conteúdo, portanto é específica para cada composição. É bastante aplicado nas produções contemporâneas de diversos meios: revistas, peças publicitárias e websites. Sua utilização na web se destaca, pois foi o modelo de grid que mais se adequou a este suporte multimídia e interativo. 
É construído por eixos de distâncias variáveis que reforçam a hierarquia do conteúdo. Pode ser dividido em seções que possuem seus próprios eixos.
Por se apresentar como um suporte de hipertexto interativo e multimídia, a web influenciou e se desligou dos grids projetados para o papel, um suporte estático. 